# Philippe Cariou
Pour les articles homonymes, voir Cariou.
Philippe Cariou est un acteur français.

## Biographie
En 2008, il incarne Michel Escudier dans la série Plus belle la vie sur France 3.
En 2020, il incarne le roi Jacques II d'Angleterre dans la série La Guerre des trônes, la véritable histoire de l'Europe.
En 2022, il joue aux côtés de l'actrice Leila Boumedjane dans la pièce de théâtre Candidat.e.s.

## Filmographie sélective

### Cinéma
- 2018 : Krank de Caroline Chu : Dr Rioux
- 2007 : Les Vacances de Mr. Bean de Steve Bendelack : L'homme d'affaires dans le train
- 2007 : Christian de Élisabeth Löchen :  Philippe
- 2002 : La Cage  de Alain Raoust : Le patron d'Anne
- 1998 :  Si je t'aime, prends garde à toi de Jeanne Labrune : Le policier
- 1997 :  Tenue correcte exigée de Philippe Lioret : Schwartzy

### Télévision
2024 : Culte- série Amazon de Louis Farge 
2020 : Hyppocrate - série Canal de ThomasLilti
- 2012 : Le Jour où tout a basculé - épisode : On m'a privé de ma mère (Amour interdit) (réalité scénarisée) : Philippe
- 2012 : Le Jour où tout a basculé - épisode : Mon patron m'a mise au placard ! (réalité scénarisée) : Maxime
- 2011 : Le Jour où tout a basculé - épisode :  Je ne supporte pas mon beau-père ! (L'âge de raison)  (réalité scénarisée) : Eric
- 2008 : Plus belle la vie : Michel Escudier
- 2007 :  Fort comme un homme, téléfilm de Stéphane Giusti : Moretti
- 2006 :  Chassé croisé amoureux, téléfilm de Gérard Cuq : Stéphane
- 2005 :  Les Mariages d'Agathe  - saison 1, épisode 1 : « Le père d'emprunt » (série télévisée) : Jérôme
- 2005 :  La voie de Laura, téléfilm de Gérard Cuq : Le brigadier
- 2004 : L'Homme de mon choix, téléfilm de Gérard Cuq : Jean-Louis
- 2004 : Avocats et Associés - saison 11, épisode 1: Retour de flammes (série télévisée) :  Arnaud Montagnier
- 2003 : Vertiges - épisode : La Femme de l'ombre (série TV) : Le lieutenant Berault
- 2001 :  Une femme d'honneur - épisode : Trafic de clandestins (série télévisée) :  professeur
- 2000 :  Julie Lescaut - saison 8, épisode 6 : La mort de Jeanne (séries TV) : Eric Demur
- 1998 - 1999 :  Sous le soleil - 20 épisodes
- 1998 : Vertiges - épisode : En quête d'identité
- 1988 : Voisin, voisine (série TV) : Laurent La Tulipe
- 1997 : Julie Lescaut, épisode 2 saison 6, Travail fantôme d'Alain Wermus : livreur
- 2020 : La Guerre des trônes, la véritable histoire de l'Europe : Jacques II d'Angleterre

## Théâtre
- 1984 : Est-il bon ? Est-il méchant ? de Denis Diderot, mise en scène Jean Dautremay, Comédie-Française

beaucoup d'autres pièces qui ne sont pas ici.....(24 au total) à compléter